# Salvador Ochoa
Salvador Ochoa es un futbolista mexicano retirado que jugaba en la posición de mediocampista. Jugó para el Club Deportivo Guadalajara y Club Irapuato.
De 1960 a 1961 formó parte del equipo de reservistas del Guadalajara. e hizo una gira con el equipo por Estados Unidos.
En 1962 fue parte de la plantilla que hizo el viaje a Costa Rica para enfrentar al Club Sport Herediano en la Copa de Campeones de la CONCACAF.
En 1963 pasa a jugar al Club Irapuato, donde debuta en octubre de 1963 y permanece en el equipo fresero hasta 1965.